# Megascops atricapilla
El autillo capirotado (Megascops atricapilla), también denominado autillo de moños largos, alicuco grande, tamborcito grande, tecolote vermiculado y lechucita vermiculada, es una especie de ave estrigiforme de la familia Strigidae que vive en Sudamérica.

## Distribución y hábitat
Se encuentra en Brasil y Paraguay.
Su hábitat natural es tanto las selva húmeda subtropical como el bosque templado.